# Бігацька сільська рада
Біга́цька сільська́ ра́да — адміністративно-територіальна одиниця та орган місцевого самоврядування в Менському районі Чернігівської області. Адміністративний центр — село Бігач.

## Загальні відомості
Бігацька сільська рада утворена у 1919 році.
- Територія ради: 41,87 км²
- Населення ради: 518 осіб (станом на 2001 рік)

## Населені пункти
Сільській раді були підпорядковані населені пункти:
- с. Бігач

## Склад ради
Рада складалася з 14 депутатів та голови.
- Голова ради: Шкрабіля Ніна Петрівна
- Секретар ради: Гаркуша Олена Юріївна

### Керівний склад попередніх скликань
| Прізвище, ім'я, по батькові  | Основні відомості                                               | Дата обрання | Дата звільнення |
| ---------------------------- | --------------------------------------------------------------- | ------------ | --------------- |
| Євсієнко Ірина Олександрівна | Сільський голова, 1972 року народження                          | 26.03.2006   | 31.10.2010      |
| Шкрабіля Ніна Петрівна       | Сільський голова, 1965 року народження, освіта середня загальна | 31.10.2010   |                 |

Примітка: таблиця складена за даними сайту Верховної Ради України

### Депутати
За результатами місцевих виборів 2010 року депутатами ради стали:

#### За суб'єктами висування
| Суб'єкт висування                 | Кількість обраних депутатів | %    |
| --------------------------------- | --------------------------- | ---- |
| Самовисування                     | 7                           | 50   |
| Політична партія «Сильна Україна» | 4                           | 28,6 |
| Партія регіонів                   | 2                           | 14,3 |
| Комуністична партія України       | 1                           | 7,1  |

#### За округами
| № округу                          | Прізвище, ім'я, по батькові      | Дата визнання обраним | Освіта  | Партійна приналежність                  | Відомості про обраного депутата                                         |
| --------------------------------- | -------------------------------- | --------------------- | ------- | --------------------------------------- | ----------------------------------------------------------------------- |
| Комуністична партія України       |                                  |                       |         |                                         |                                                                         |
| 5                                 | Школьна Тетяна Федорівна         | 02.11.2010            | середня | позапартійна                            | Бігацька сільська рада, касир                                           |
| Партія регіонів                   |                                  |                       |         |                                         |                                                                         |
| 1                                 | Коробко Микола Михайлович        | 02.11.2010            | вища    | член Партії регіонів                    | пенсіонер                                                               |
| 14                                | Каспрова Галина Григорівна       | 02.11.2010            | середня | позапартійна                            | управління праці та соціального захисту населення, соціальний працівник |
| Політична партія «Сильна Україна» |                                  |                       |         |                                         |                                                                         |
| 2                                 | Безрукавий Володимир Олексійович | 02.11.2010            | середня | позапартійний                           | табір відпочинку «Барвінок», охоронник                                  |
| 3                                 | Грищенко Наталія Михайлівна      | 02.11.2010            | середня | член Політичної партії «Сильна Україна» | тимчасово не працює                                                     |
| 8                                 | Гаркуша Олена Юріївна            | 02.11.2010            | середня | позапартійна                            | Бігацька сільська рада, секретар                                        |
| 11                                | Пирог Ганна Михайлівна           | 02.11.2010            | середня | член Політичної партії «Сильна Україна» | магазин М. Т. Шкрабуля, продавчиня                                      |
| Самовисування                     |                                  |                       |         |                                         |                                                                         |
| 4                                 | Хотян Надія Миколаївна           | 02.11.2010            | середня | член Політичної партії «Сила і Честь»   | Бігацьке відділення зв'язку, начальник                                  |
| 6                                 | Мархотко Світлана Степанівна     | 02.11.2010            | середня | член Партії регіонів                    | тимчасово не працює                                                     |
| 7                                 | Шкрабуля Микола Тимофійович      | 02.11.2010            | середня | позапартійний                           | магазин М. Т. Шкрабуля, фізична особа підприємець                       |
| 9                                 | Донцова Юлія Михайлівна          | 02.11.2010            | середня | член Політичної партії «Сильна Україна» | Магазин М. Т. Шкрабуля, продавчиня                                      |
| 10                                | Шестак Валентина Віталіївна      | 02.11.2010            | середня | позапартійна                            | тимчасово не працює                                                     |
| 12                                | Ященко Марія Гнатівна            | 02.11.2010            | середня | позапартійна                            | пенсіонер                                                               |
| 13                                | Козлов Антон Олександрович       | 02.11.2010            | вища    | член Партії регіонів                    | ТОВ «Український фінансово-правовий альянс», директор                   |